# Odostelma adulterina
Odostelma adulterina là một loài thực vật có hoa trong họ Lạc tiên. Loài này được (L. f.) Raf. mô tả khoa học đầu tiên năm 1836.